# وزارة المغتربين (سوريا)
وزارة المغتربين السوريين هي وزارة أحدثت عام 2002 كوزارة مستقلة ثم دمجت مع وزارة الخارجية في عام 2011 لتصبح وزارة الخارجية والمغتربين.

## الرؤية والاهداف الاستراتيجية
جسد المرسوم التشريعي رقم 21 لعام 2002 القاضي بإحداث وزارة المغتربين في الجمهورية العربية السورية. هتمام القيادة السياسية بأبناء سورية المغتربين المنتشرين في كافة أرجاء المعمورة وحرصها على تعزيز ارتباطهم بوطنهم الأم وانخراطهم الفعال في عملية التنمية الوطنية الشاملة لأنها ترى فيهم أهم
سفراء لوطنهم وقضاياه العادلة وكذلك أحد أهم مصادر غنى وقوة سورية بما يملكون من طاقات فكرية
وعلمية واقتصادية وثقافية هائلة، وترأس الوزارة حالياً الدكتورة بثينة شعبان .
وبموجب مرسوم إحداثها انطلق عمل وزارة المغتربين في خدمة المغتربين السوريين ورعاية شؤونهم وتعميق ارتباطهم
مع الوطن الأم مكونة قناة التواصل والتفاعل بين المغتربين وكافة القطاعات في سورية. وقد رفعت وزارة
المغتربين شعار الشراكة مع المغتربين من أجل التنمية عنواناً لعملها ووضعت أمامها الأهداف الأستراتيجية التالية :
- تطوير قدرات الوزارة في خدمة المغتربين.
- حشد الموارد الاغترابية لدعم التطوير والإصلاح.
- تعزيز التبادل الحضاري عبر المغتربين السوريين حول العالم.

## المهام والخدمات
تعمل وزارة المغتربين في سوريا من خلال مديرياتها وأقسامها على تقديم ومتابعة الخدمات والمهام التالية:
- تلقي طلبات ومعاملات المغتربين وإنجازها مع الجهات المختصة .
- تسهيلات زيارات المغتربين السوريين الذين يحملون جنسيات في دول الاغتراب للقطر .
- خدمات البريد والوثائق والمعلومات .
- متابعة وتنسيق عمل المجلس الاستشاري الاغترابي السوري .
- إدارة ومتابعة شؤون الجاليات والروابط والمتابعة والتنسيق بينها .
- تحضير وإنجاز المؤتمرات والفعاليات التي تنظمها الوزارة والمؤسسات الاغترابية داخل وخارج سورية .
- تأمين التواصل والتنسيق بين المغتربين وكافة الجهات والقطاعات في سورية ,
- متابعة إنجاز وتطور المشاريع المقدمة من قبل المغتربين .
- التنسيق مع المراكز الإعلامية الاغترابية للدفاع عن قضايا سورية في العالم .
- المواكبة الإعلامية لفعاليات الوزارة والمغتربين داخل وخارج سورية .
- الخدمات المعلوماتية الإلكترونية، وإدارة الموقع الإلكتروني للوزارة .
- التدريب والتأهيل المستمر لكوادر عمل الوزارة في كافة مجالات واختصاصات عملهم.

## خطط وبرامج العمل
صاغت وزارة المغتربين في سوريا برامج عملها للمرحلة الحالية في إطار الخطة الخمسية العاشرة للدولة (2010 - 2006).
انطلاقاً من أهدافها الإستراتيجية ووفقاً لمنهجية عمل دقيقة تحدد الفعاليات التنفيذية لإنجاز برامج العمل
والأطر الزمنية لها والجهات الشريكة في تنفيذها. وأهم برامج عمل الوزارة في المرحلة الحالية هي:
- تطوير البنية المعلوماتية والخدمات الإلكترونية وإطلاق المنظومة الإلكترونية لوزارة المغتربين .
- التدريب والتأهيل لكوادر الوزارة في مجالات اللغات وتقانة المعلومات والعلاقات العامة والإدارة .
- تطوير آليات عمل المؤسسات الاغترابية وبنيتها .
- الرحلات التواصلية مع الجاليات في كافة دول الاغتراب .
- تنظيم فعاليات علمية وثقافية وإعلامية مع المغتربين داخل سورية وخارجها .
- اقامة المخيمات الشبابية لأبناء المغتربين .
- برامج تعليم اللغة العربية لأبناء المغتربين في العديد من الدول .
- تبادل الخبرات الاغترابية مع الدول العربية والتأسيس لإستراتيجية عمل عربية في المجال الاغترابي.

## الرؤية المستقبلية
تتطلع وزارة المغتربين في سوريا إلى المستقبل بفعالية وقد أصبحت فيه المجتمعات الاغترابية منظّمة تنظيماً فعالاً يجعل منها مصدر قوة ودعم حقيقي للقضايا الوطنية في دوائر صنع القرار في بلدان الاغتراب.
كما تنظر إلى علاقة راسخة مؤسساتية بين المغتربين والوطن الأم بحيث تكون كل العقبات التي تمنع
تواصلهم الحي الفعال مع الوطن وتعيق انخراطهم الكامل في مسيرة التنمية الوطنية الشاملة قد
زالت وأصبح المغتربون مصدراً أساسياً من مصادر المشاركة في مختلف نواحي الحياة في بلدهم سورية ، يرفدون
القطاعات المختلفة بالخبرات والكفاءات والمعارف ويشاركون في رسم سياسات التنمية على مختلف الصُعد
و يوظفون طاقاتهم الفكرية والمادية بفعالية في الوطن.
كما تتطلع الوزارة إلى شباب مغترب أكثر معرفة والتصاقاً بجذوره وتاريخه مُجيد للغته العربية الأم ليكون مصدراً رئيساً من مصادر حيوية أمته.
ترى وزارة المغتربين نتائج عملها في المستقبل بإنجاز الشراكة الكاملة مع المغتربين من أجل التنمية وتحقيق
لحمة لا تنفصم بين المغتربين ووطنهم العزيز سورية.